# Sabucedo (A Estrada)

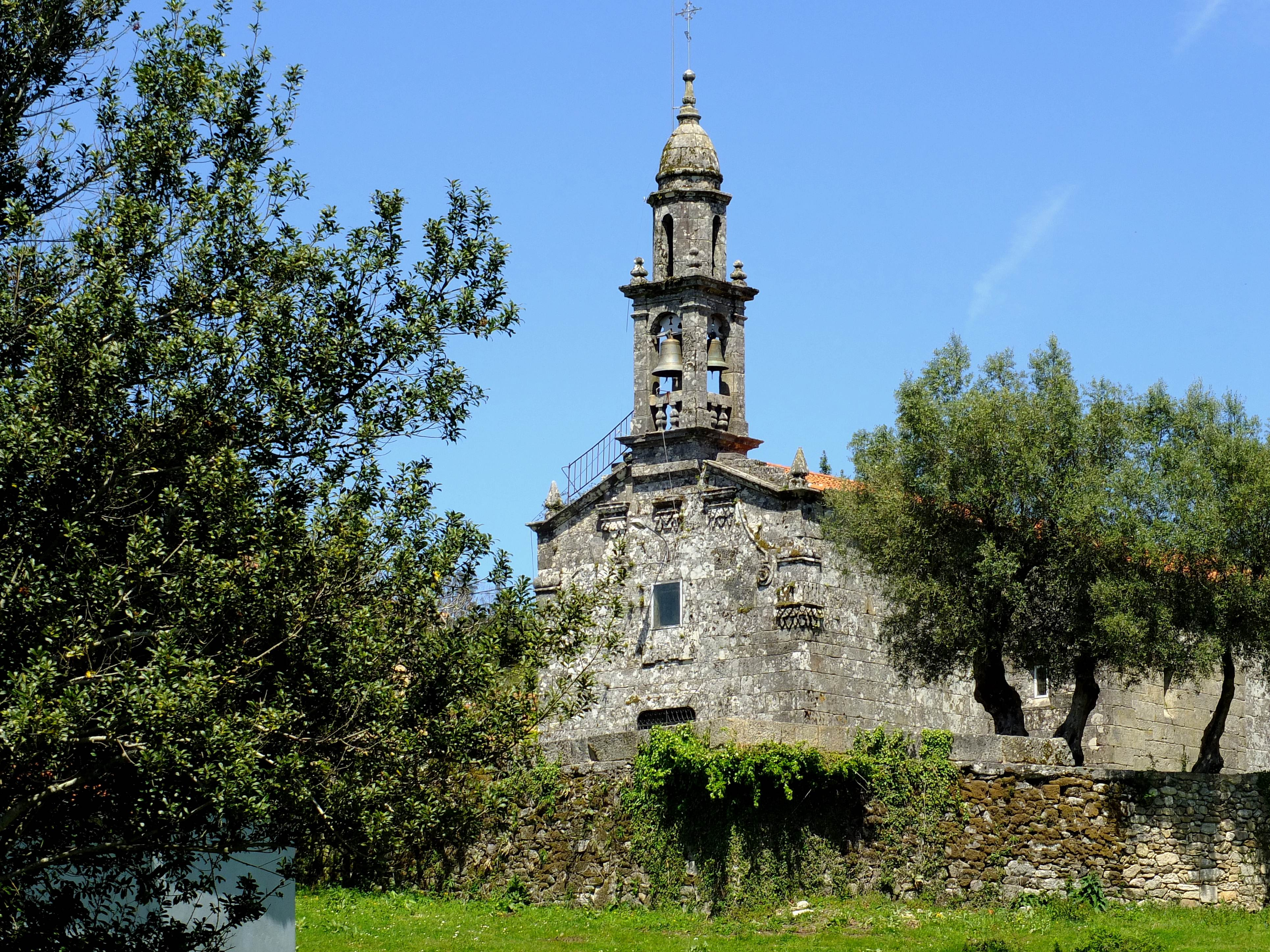
Església de San Lourenzo

San Lourenzo de Sabucedo és una parròquia i llogaret del municipi gallec d'A Estrada, a la província de Pontevedra. L'any 2009 tenia una població de 60 habitants concentrats en una única entitat de població.
La localitat és coneguda per la seva Rapa das Bestas, declarada Festa d'interès turístic internacional. És una festa que se celebra el primer cap de setmana de juliol i consisteix a baixar cavalls de la muntanya, tallar-los les crineres i marcar-los amb microxips.
Entre el seu patrimoni destaca l'església de San Lourenzo, d'estil romànic reconstruïda durant el segle xix, i la ruta dels molins de Vesacarballa.